# McDonnell F2H Banshee
McDonnell F2H Banshee – amerykański jednomiejscowy odrzutowy pokładowy samolot myśliwski z okresu po II wojnie światowej, produkowany w latach 1948–1953.
Samolot był wykorzystywany przez United States Navy i United States Marine Corps w latach 1948–1961 oraz Royal Canadian Navy w latach 1955–1962. Był używany bojowo podczas wojny koreańskiej, także jako samolot rozpoznawczy. Stanowił samolot o konstrukcji metalowej i prostych skrzydłach, z dwoma silnikami odrzutowymi umieszczonymi w przykadłubowych częściach skrzydeł i klasycznym usterzeniem, o prędkości poddźwiękowej. Zbudowano 892 samoloty seryjne czterech zbliżonych modeli.

## Historia powstania

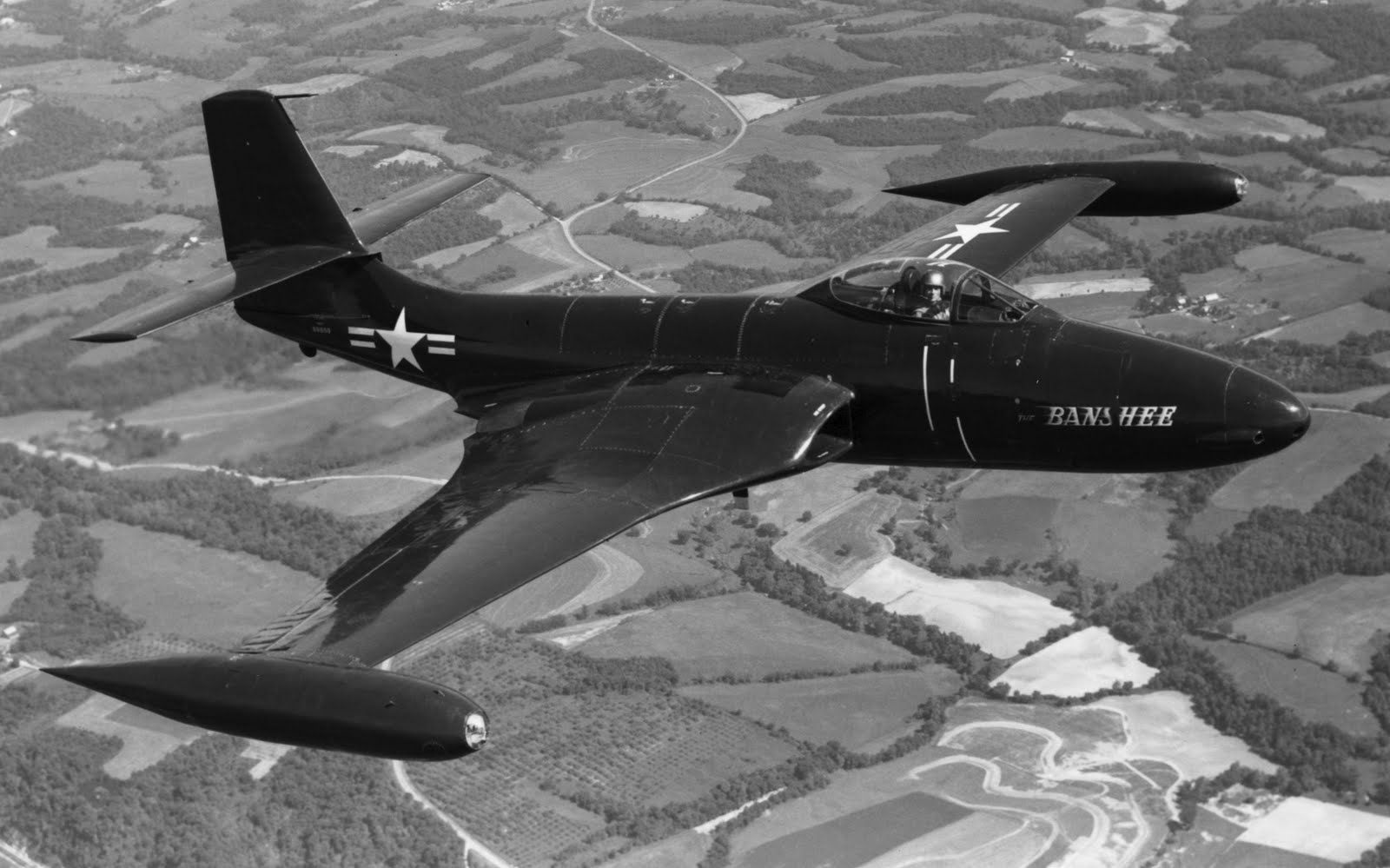
Pierwszy prototyp XF2H-1 Banshee przebudowany jako prototyp wersji F2H-2

Samolot F2H Banshee wywodził się z myśliwca McDonnell FH Phantom, oblatanego 26 stycznia 1945 roku, który był pierwszym pokładowym samolotem odrzutowym w służbie marynarki amerykańskiej (US Navy). Jego osiągi były jednak słabsze od współczesnych mu myśliwców Sił Powietrznych Armii oraz przewidywanych przeciwników, dlatego marynarka zdawała sobie sprawę z konieczności szybkiego wprowadzenia lepszych konstrukcji. 22 marca 1945 roku Biuro Aeronautyki US Navy zleciło firmie McDonnell zbudowanie trzech prototypów samolotu o lepszych osiągach i uzbrojeniu.
24 kwietnia zaprezentowano makietę samolotu, którego głównym konstruktorem był Herman D. Barkey. Otrzymał on typową dla tego producenta nazwę fabryczną Banshee, oznaczającą złośliwego ducha (inne samoloty McDonnella również miały nazwy związane z duchami i demonami, jak: Phantom, Demon, Voodoo).
Przy zachowaniu układu konstrukcyjnego Phantoma, nową konstrukcję powiększono, a przede wszystkim zastosowano dwa nowe silniki odrzutowe Westinghouse J34-WE-22 o prawie dwukrotnie większym ciągu. Jednostki były jednak większe i wymagały powiększenia przykadłubowych części skrzydeł. Mimo niewielkiego wzrostu rozmiarów (rozpiętość o 25 cm, a długość o 10 cm), cała konstrukcja płatowca musiała być nowa, powiększono również statecznik pionowy. Wzmocniono uzbrojenie, stosując w miejsce karabinów maszynowych kalibru 12,7 mm cztery działka kalibru 20 mm, przeniesione z górnej do dolnej części nosa kadłuba, aby nie oślepiać pilota wystrzałami. W nosie ponadto zamontowano dalmierz radarowy. Zmienił się także sposób składania podwozia głównego do wnęk w skrzydłach – w kierunku na zewnątrz od kadłuba zamiast do wewnątrz. Inna, bardziej opływowa stała się kroplowa osłona kabiny.
Prototyp początkowo oznaczono XF2D-1, a w 1947 roku – ostatecznie XF2H-1 (przed 1947 rokiem McDonnell miał przydzieloną literę „D” w systemie oznaczeń samolotów US Navy, następnie zmienioną na „H” wraz z powrotem Douglasa do dostarczania samolotów myśliwskich marynarce). Po raz pierwszy wzleciał z lotniska Lambert Field 11 stycznia 1947 roku (pilot Robert Edholm). Samolot spełnił oczekiwania co do osiągów i już w pierwszym locie pokazał najlepszą prędkość wnoszenia spośród myśliwców tego okresu, osiągając w minutę wysokość 2743 m (45,7 m/s), chociaż na maszynach seryjnych parametr ten był słabszy. Samolot miał początkowo długość 11,89 m i pojemność zbiorników paliwa 1991 litrów (526 galonów). W toku prób między innymi zmieniono stwarzające problemy usterzenie poziome, likwidując jego wznios. Przed skierowaniem do produkcji zmniejszono także przednie oprofilowanie statecznika. Powstały ogółem trzy prototypy o numerach od 99858 do 99860, ostatni dostarczono 29 maja 1948 roku. Już 29 maja 1947 roku marynarka zamówiła 56 maszyn, pod oznaczeniem F2H-1.

## Produkcja i wersje

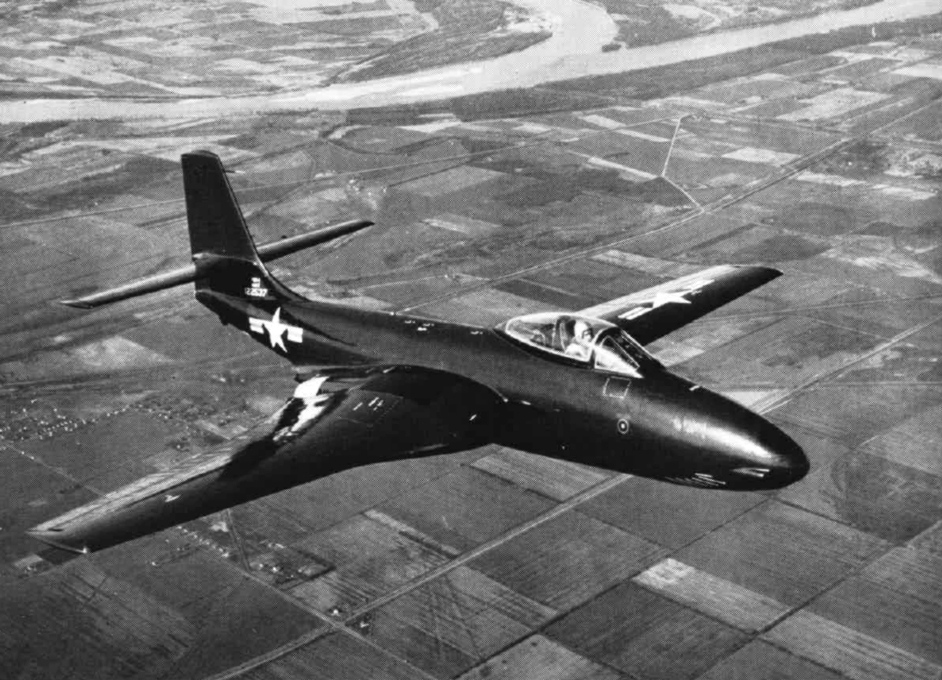
F2H-1 Banshee

### F2H-1

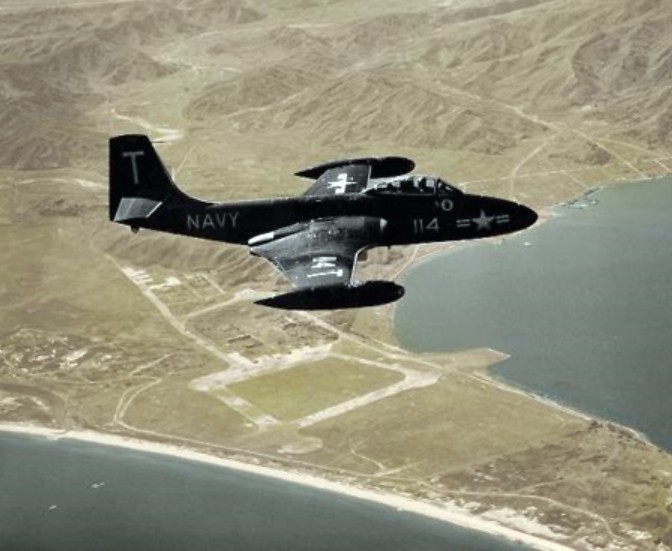
F2H-2 Banshee z VF-11 nad Koreą

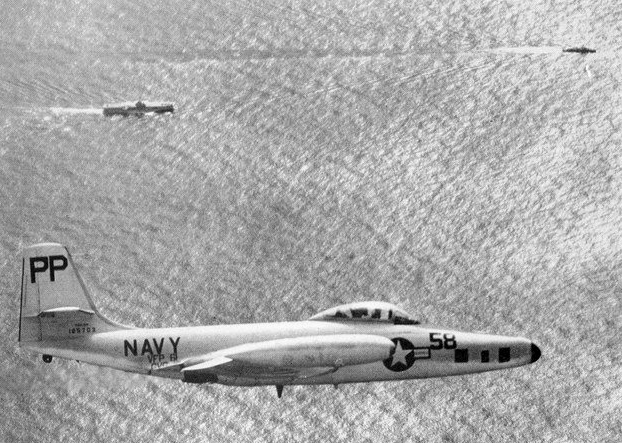
F2H-2P Banshee, ok. 1956 roku

Pierwszą wersją produkcyjną była F2H-1. Pierwszy samolot seryjny wyprodukowano w sierpniu 1948 roku, ogółem powstało ich 56. Napędzały je silniki J34-WE-22 o ciągu 3000 funtów (13,34 kN), wymieniane następnie na J34-WE-30 o ciągu 3150 funtów (14 kN). Prędkość maksymalna wynosiła 944,7 km/h na poziomie morza, a pułap operacyjny 14 783 m. Uzbrojenie stanowiły cztery działka kalibru 20 mm M3 ze 150 nabojami na lufę. W porównaniu do prototypu wydłużono kroplową osłonę kabiny o ok. 61 cm.
W wersji F2H-1 zwiększono też, w porównaniu z prototypem, zapas paliwa – według niektórych publikacji, do 2650 litrów (700 galonów). Według części publikacji jednak, już w F2H-1 powiększono zbiorniki paliwa do 877 galonów, wraz z przedłużeniem kadłuba do 12,2 m, aczkolwiek według innych miało to miejsce dopiero w wersji F2H-2.

### F2H-2
Najliczniejszą wersją produkcyjną była F2H-2, w której dodano charakterystyczne dodatkowe zbiorniki paliwa na końcach skrzydeł, o pojemności po 757 litrów (200 galonów). Zapas paliwa w zbiornikach wewnętrznych wynosił natomiast 3320 l (877 galonów). Zastosowano silniki J34-WE-34 o ciągu 3250 funtów (14,46 kN). Długość tej wersji wynosiła 12,2 m, a masa własna, na skutek wzmocnienia konstrukcji skrzydeł, wzrosła do 5056 kg. Wzrost masy zmniejszył również prędkość maksymalną, która na poziomie morza wynosiła 925 km/h. Wersja ta jako pierwsza mogła przenosić uzbrojenie podwieszane – dwie bomby o masie 226 kg lub do ośmiu rakiet niekierowanych HVAR kalibru 127 mm. Zbudowano 306 samolotów wersji podstawowej F2H-2, z których pierwszy oblatano 18 sierpnia 1949 roku, a łącznie z jej odmianami opisanymi niżej powstało 436 maszyn tej rodziny.
W ramach produkcji wersji F2H-2 budowano także trzy specjalne odmiany. Wersja F2H-2B miała wzmocnione skrzydła i mogła przenosić 1361 kg bomb lub jedną taktyczną bombę atomową Mk 7 lub Mk 8. Bomba Mk 7 miała moc regulowaną od 8 do 61 kt, natomiast cięższa bomba Mk 8, przeznaczona do użycia przeciw umocnionym celom, około 30 kt. Zbudowano 27 samolotów w tej wersji, które używane były głównie do prób taktyki użycia uzbrojenia. Zbudowano także w 1950 roku 14 myśliwców nocnych F2H-2N wyposażonych w radar AN/APS-19 w wydłużonym nosie. Uzbrojenie pozostało takie samo, z czterech działek kalibru 20 mm, lecz umieszczono je po bokach nosa. Długość samolotu tej wersji wynosiła 13,1 m.
Najliczniejszą odmianą był samolot rozpoznawczy F2H-2P, którego pierwszy prototyp oblatano 12 października 1950 roku, po czym łącznie zbudowano do 1952 roku 89 samolotów. Był on nieuzbrojony i miał wydłużony o 73 cm poszerzony spłaszczony nos mieszczący do sześciu kamer. W nosie znajdowały się po trzy okna po obu bokach i na dole. Przedział kamer był ogrzewany dla zapewnienia lepszych warunków pracy na wysokościach, a kamery mogły być obracane. Stosowano różne zestawy aparatów do zdjęć pionowych lub ukośnych w zależności od potrzeb, a także opcjonalnie kamerę w końcówce nosa. Samolot wyposażony był ponadto w wyrzutniki 20 rac oświetlających pod każdym skrzydłem do zdjęć nocnych. Prędkość maksymalna tego wariantu wynosiła 851 km/h.

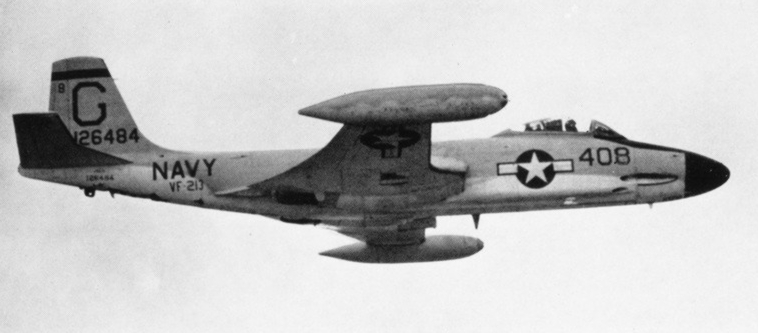
F2H-3 Banshee

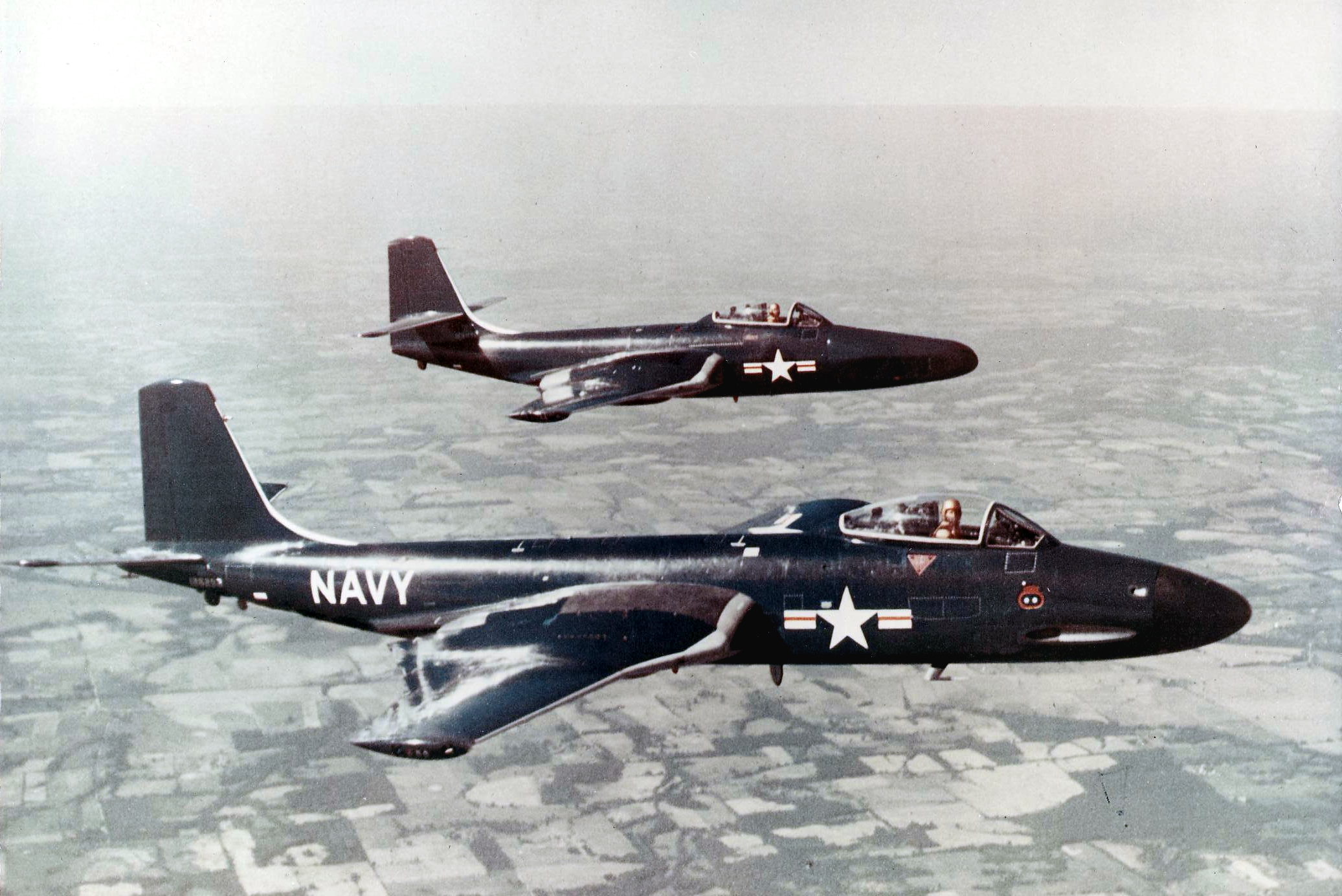
F2H-4 (na pierwszym planie) i rozpoznawczy F2H-2P – widoczne różnice między płatowcami

### F2H-3 / F2H-4
Kolejna wersja F2H-3, powstała na bazie doświadczeń z modelu wyposażonego w radar oraz wojny koreańskiej, była myśliwcem przeznaczonym do działania w każdych warunkach atmosferycznych. Wprowadzono w niej zasadniczo zmieniony i wydłużony aż o 2,48 m kadłub. Do budowy prototypu posłużył jeden z F2H-2N. Wersję tę wyposażono w radar Westinghouse AN/APQ-41 z większą anteną w wydłużonym nosie. Przez wydłużenie kadłuba ilość paliwa w zbiornikach wewnętrznych wzrosła do 4171 litrów (1102 galony). Można było przenosić również zbiorniki na końcach skrzydeł o pojemności zmniejszonej do 643,5 l, lecz były one rzadko stosowane. Statecznik poziomy o zmienionym kształcie został przeniesiony ze statecznika pionowego niżej i do tyłu, na koniec kadłuba i otrzymał niewielki wznios. Uzbrojenie pozostało z czterech działek 20 mm, ale nowszego modelu Mk 12 lub Mk 16, z zapasem amunicji zwiększonym do 220 pocisków na lufę górnej pary i 250 na lufę dolnej pary. Górne lewe działko mogło być zastąpione przez sondę do tankowania w powietrzu. Samolot mógł przenosić bombę atomową, a pod koniec lat 50. część samolotów zmodyfikowano także do przenoszenia dwóch pocisków powietrze-powietrze AIM-9 Sidewinder. Pierwszy samolot seryjny został oblatany 29 marca 1952 roku, a do października kolejnego roku wyprodukowano ich 250. Długość wzrosła do 14,7 m, a masa własna do 5980 kg. Silniki pozostały natomiast takie same – WE-34 o ciągu 3250 funtów (14,46 kN). Prędkość na poziomie morza nieco wzrosła do 933 km/h, a pułap praktyczny do 14 204 m. Zrezygnowano z planowanej odmiany rozpoznawczej F2H-3P. W 1962 roku wariant ten otrzymał oznaczenie F-2C.
Ostatnią wersją był myśliwiec przeznaczony do działania w każdych warunkach atmosferycznych F2H-4. Był on taki sam jak F2H-3, a jedynie wyposażony w inny radar Hughes AN/APG-37. Produkowano je równolegle do poprzedniej wersji i do września 1953 roku powstało ich 150. Według niektórych publikacji zastosowano w nim nową wersję silników J34-WE-38 o ciągu 3600 funtów (16 kN), z którą prędkość miała wzrosnąć do 982 km/h, pułap praktyczny do 17 069 m oraz zasięg do 3219 km. Zmiany silników w stosunku do F2H-3 nie potwierdza jednak oficjalna karta charakterystyk samolotu. W 1962 roku wariant ten otrzymał oznaczenie F-2D.
Ogółem powstało 895 samolotów rodziny F2H, wraz z trzema prototypami.

## Służba

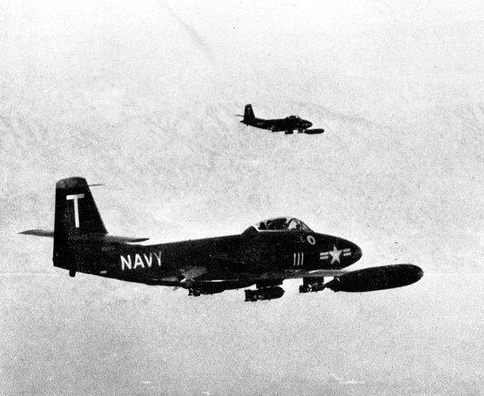
F2H-2 Banshee z VF-11 z bombami nad Koreą, 1952 rok

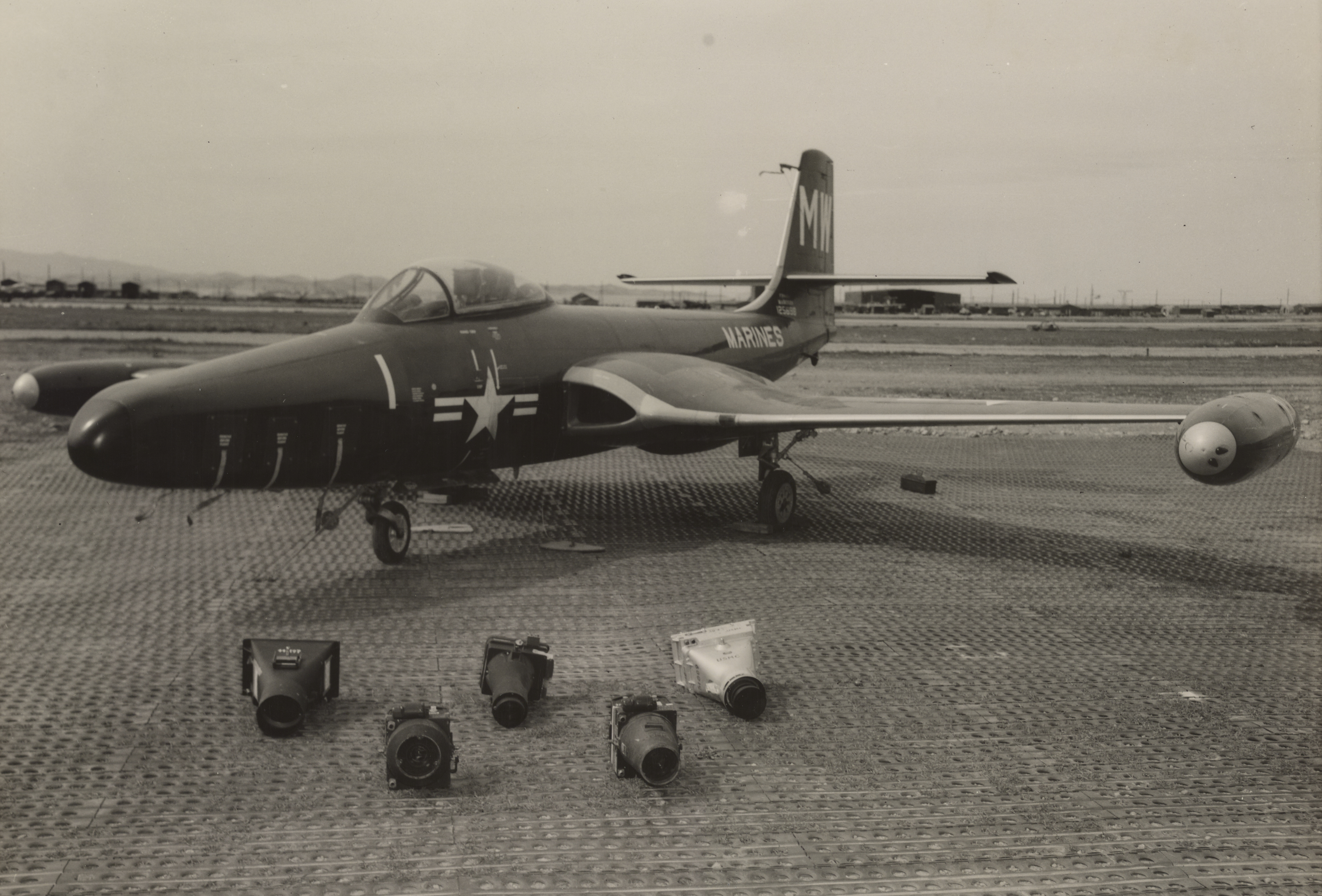
Rozpoznawczy F2H-2P z dywizjonu VMJ-1 Marines w Korei (przed samolotem kamery)

Dostawy Banshee zaczęły się w sierpniu 1948 roku do doświadczalnego dywizjonu Marynarki USA VX-3, a następnie w marcu 1949 roku do dywizjonu VF-171. W maju otrzymał je też dywizjon VF-172i. W sierpniu 1949 roku prowadzono próby kwalifikacyjne F2H-1 na lotniskowcu USS „Franklin D. Roosevelt”. W służbie potocznie nowe samoloty nazywano „Banjo”. Podstawowa wersja F2H-2 zaczęła wchodzić na wyposażenie dywizjonów latem 1949 roku, zastępując F2H-1. Przede wszystkim samoloty te weszły najpierw na wyposażenie dywizjonów bojowych na lotniskowcach operujących na Atlantyku i Morzu Śródziemnym. Zaletą samolotu był duży pułap operacyjny – ponad 14 km, największy spośród myśliwców Marynarki tego okresu. 9 sierpnia 1949 roku doszło na Banshee do pierwszego w USA ratunkowego użycia fotela wyrzucanego (pilot J. Fruin). W tym samym miesiącu jeden F2H-1 ustanowił nieoficjalny rekord wysokości 15 850 m.
Nieliczne myśliwce nocne F2H-2N weszły na wyposażenie zbiorczego dywizjonu (composite squadron) VC-4, z którego samoloty były przydzielane do lotniskowców Floty Atlantyckiej w razie potrzeb. Samoloty przystosowane do przenoszenia broni nuklearnej F2H-2B, oprócz dywizjonów doświadczalnych (VX), były również przydzielane do dywizjonów zbiorczych VC. Wariant rozpoznawczy F2H-2P był pierwszym odrzutowym samolotem rozpoznawczym Marynarki. Był on ceniony z uwagi na wysoki pułap i zasięg i został wycofany dopiero w 1960 roku, pozostając w służbie dłużej niż F9F-5P Panther tej samej generacji.
Banshee zadebiutowały bojowo podczas wojny koreańskiej, przybywając jednak na teatr działań dopiero po roku walk. Przyczyna opóźnienia była konieczność wyposażenia lotniskowców w nowe katapulty parowe, umożliwiające start samolotów z pełnym zapasem uzbrojenia i paliwa. W wersji myśliwsko-bombowej używane były głównie do ataków na linie zaopatrzenia i zgrupowania wojsk. Ponosiły pewne straty od ognia przeciwlotniczego, natomiast nie doszło podczas wojny do napotkania północnokoreańskich myśliwców MiG-15. 23 sierpnia 1951 roku pierwszą misję bojową wykonał dywizjon VF-172 z lotniskowca USS „Essex”. 25 sierpnia samoloty Marynarki zostały użyte do nietypowej misji eskortowania na dużej wysokości bombowców Boeing B-29 Superfortress, bombardujących węzeł kolejowy Rasŏn. Jesienią 1951 roku „Essex” powrócił do USA i dopiero rok później ponownie pojawiły się nad Koreą myśliwsko-bombowe Banshee, z dywizjonu VF-11 z USS „Kearsarge” (CVA-33), który był na nim zaokrętowany od sierpnia 1952 do marca 1953 roku. W czerwcu 1953 roku przybył tam z kolei USS „Lake Champlain” (CVA-39) z dwoma dywizjonami Banshee: VF-22 i VF-62. Oprócz ograniczonego użycia myśliwsko-bombowych Banshee, szersze zastosowanie znalazły tam samoloty rozpoznawcze F2H-2P, wykonujące misje z eskortą innych myśliwców. Na ośmiu lotniskowcach operujących na wodach Korei znajdowały się rozpoznawcze Banshee lotnictwa Marynarki, przydzielone ze zbiorczych dywizjonów VC-61 i VC-62. Jako pierwsze przybyły tam w czerwcu 1951 roku samoloty na USS „Valley Forge” (CV-45). Ponadto, od marca 1952 roku do końca walk w lipcu 1953 roku działał tam aktywnie dywizjon VMJ-1 lotnictwa Marines z 12 rozpoznawczymi Banshee, operując z lotniska K-3 w Pohang. Odgrywały one tam ważną rolę, wykonując od 30% do 40% lotów rozpoznawczych 5. Armii Powietrznej nad Koreą i dostarczając miesięcznie około stu tysięcy fotografii.
Wersja myśliwca przystosowanego do działań w różnych warunkach atmosferycznych F2H-3 nie zdążyła zostać użyta bojowo w Korei. F2H-3 były używane tylko przez lotnictwo Marynarki, a F2H-4 także w trzech dywizjonach Marines. Już w drugiej połowie lat 50. Banshee były zastępowane przez nowsze samoloty i wycofywane z dywizjonów bojowych do rezerwowych. Ostatnie zostały wycofane z dywizjonu rezerwowego VF-896 w 1961 roku. Mimo to, we wrześniu 1962 roku samoloty F2H-3 i 4 przechowywane nadal w zapasie otrzymały nowe standardowe oznaczenia F-2C i F-2D (brak jest informacji, żeby przemianowano starsze wersje).

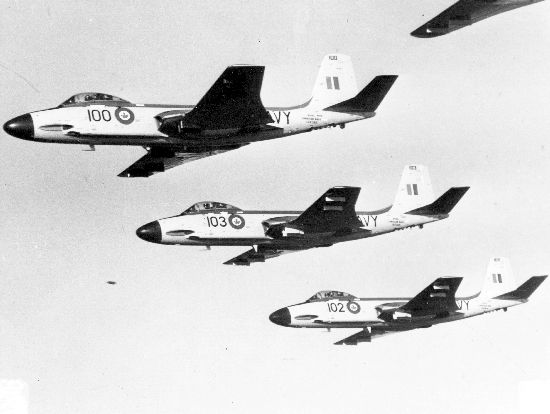
Kanadyjskie F2H-3

39 używanych F2H-3 zakupiła Kanada, dostarczonych między listopadem 1955 roku a czerwcem 1958 roku. Stały się pierwszymi i jedynymi kanadyjskimi odrzutowymi myśliwcami pokładowymi, a zarazem pierwszymi samolotami McDonnella sprzedanymi za granicę. Używały je dywizjony bojowe VF-870 i VF-871 na przyjętym do służby w styczniu 1957 roku lotniskowcu HMCS „Bonaventure”. W 1958 roku samoloty zostały zmodyfikowane do przenoszenia dwóch pocisków AIM-9 Sidewinder. Z uwagi jednak na przestarzałość samolotu, ostatni dywizjon VF-870 rozwiązano 12 września 1962 roku. Samolot nie miał następcy w marynarce Kanady.
Samoloty F2H odznaczały się oprócz dużego pułapu, dużym zasięgiem lotu. Mogły też dla oszczędności paliwa lecieć na jednym silniku, kiedy zużycie paliwa wynosiło 225 galonów na godzinę. Spotykana w publikacjach informacja o zasięgu maksymalnym F2H-1 wynoszącym 3218,6 km (2000 mil) jest jednak niespójna z innymi danymi. Wyczynem był natomiast przelot samolotu F2H-2 z Kalifornii na Florydę o długości 3060 km (1900 mil) w 3 godziny 58 minut 31 października 1954 roku.

### Malowanie
Samoloty amerykańskie były typowo malowane początkowo na kolor błyszczący granatowy (Glossy Sea Blue, błyszczący morski niebieski). Od 27 lutego 1950 roku samoloty nosiły duży napis NAVY lub MARINES z tyłu kadłuba. W 1954 roku stosowano próbny schemat pozostawiania samolotów w kolorze anodowanego aluminium. Od 1955 roku stosowano nowy schemat malowania w kolorze jasnoszarym (Light Gull Gray, jasny mewi szary) i białym na dolnych powierzchniach (Insignia White). Samoloty kanadyjskie były malowane na kolor ciemnoszary morski (Dark Sea Grey) i jasnoszary morski od dołu (Light Sea Grey).

## Konstrukcja

### Płatowiec
Samolot przedstawiał jednomiejscowy dwusilnikowy całkowicie metalowy dolnopłat z prostymi skrzydłami i pojedynczym usterzeniem. Kadłub o przekroju owalnym był konstrukcji półskorupowej, wykonany ze stopów aluminium. W nosie mieścił się radiodalmierz lub radar i uzbrojenie strzeleckie, a dalej była hermetyzowana kabina pilota. Kabina przykryta była dwuczęściową osłoną kroplową, odsuwaną elektrycznie do tyłu. Pilot chroniony był z przodu przegrodą pancerną i przednim szkłem pancernym wiatrochronu, a z tyłu płytą za oparciem siedzenia i zagłówkiem. W wersji F2H-3 dodatkowo dodano płyty pancerne grubości 12,7 mm chroniące częściowo od dołu silniki, zbiorniki paliwa, siedzenie i nogi pilota, o łącznej masie 196 kg. Pilot dysponował fotelem wyrzucanym. W środkowej części kadłuba znajdowały się mocowania dźwigarów skrzydeł i zbiorniki paliwa.

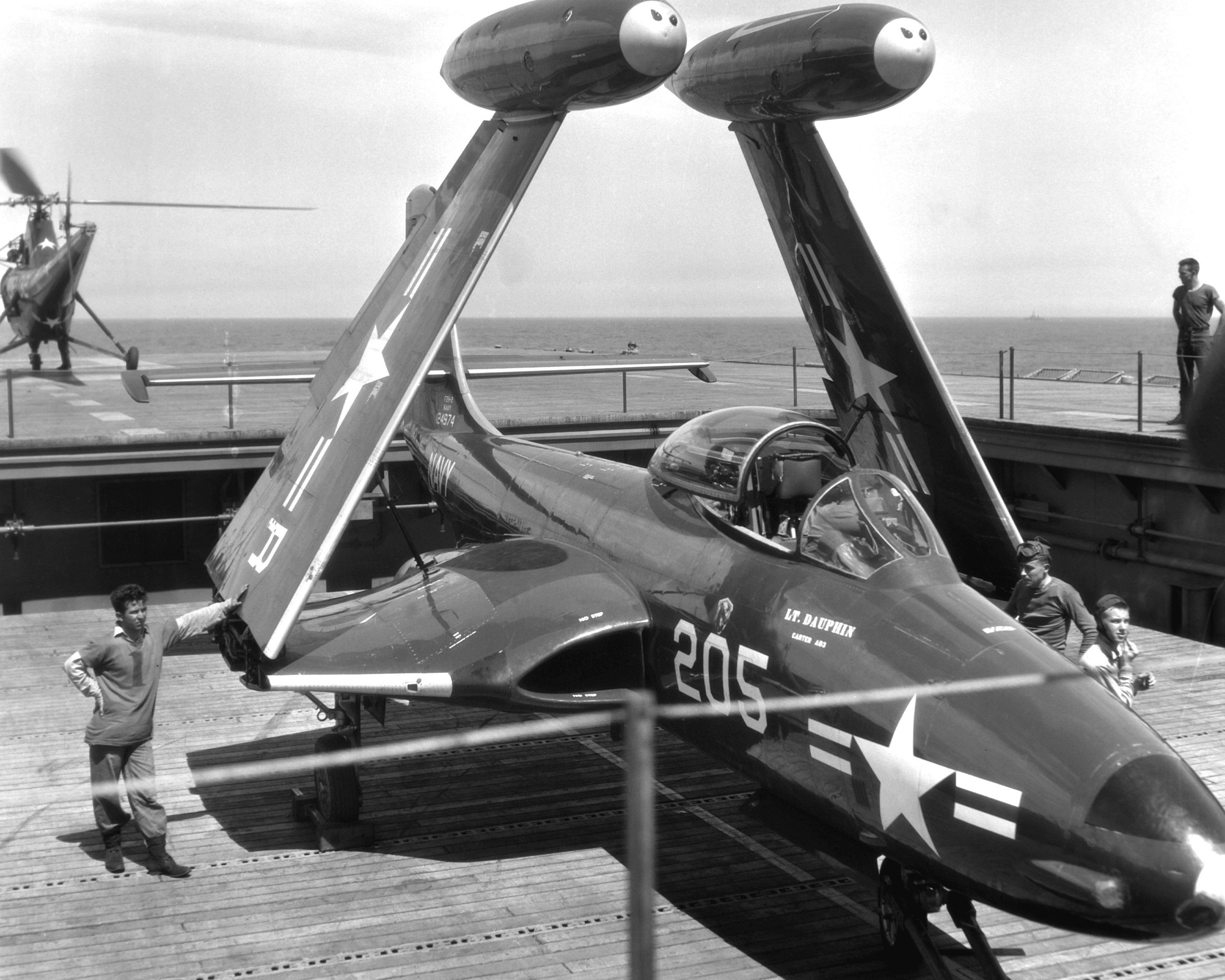
F2H-2 ze złożonymi skrzydłami na podnośniku lotniskowca USS „Essex”

Skrzydła były proste, o obrysie trapezowym, z prostą krawędzią natarcia i ukośną krawędzią spływu. W grubszej części przykadłubowej skrzydeł mieściły się silniki odrzutowe, z wlotami o nieregularnym kształcie z przodu i dyszami z tyłu. Skrzydła były konstrukcji dwudźwigarowej. Wyposażone były w lotki i klapy na dolnej powierzchni, napędzane hydraulicznie.  W części przykadłubowej, na ok. 1/4 długości, skrzydła miały profil laminarny NACA 65-212 o względnej grubości 12%, a w częściach zewnętrznych profil NACA 63-209. Skrzydła składały się hydraulicznie do góry; szerokość samolotu ze złożonymi skrzydłami wynosiła 5,6 m we wszystkich wersjach. Powierzchnia nośna wynosiła 27,32 m² (F2H-2). Usterzenie klasyczne na końcu kadłuba – statecznik poziomy o rozpiętości 5495 mm (F2H-2).
Wersja F2H-2 miała wewnętrzne zbiorniki paliwa o pojemności 3320 l (877 galonów), w tym trzy kadłubowe o pojemnościach kolejno 377, 189 i 223 galonów i dwa w wewnętrznych częściach skrzydeł o pojemności po 44 galony. Standardowo w tej wersji stosowano dwa dodatkowe zbiorniki paliwa na końcach skrzydeł o pojemności po 757 l (200 galonów). Zbiorniki nie były odrzucane, lecz mogły być demontowane. W F2H-3 zapas paliwa w zbiornikach wewnętrznych wynosił 4171 litrów (1102 galony), całość w kadłubowych zbiornikach o pojemnościach 504, 185 i 413 galonów. Można było przenosić w tej wersji zbiorniki na końcach skrzydeł o pojemności po 644 l (170 galonow). Wewnętrzne zbiorniki paliwa miały powłokę samouszczelniającą.

### Napęd
Napęd samolotu stanowiły dwa silniki turboodrzutowe rodziny Westinghouse J34, z 11-stopniową sprężarką osiową i 2-stopniową turbiną. W poszczególnych wersjach stosowano silniki typu:
- F2H-1: J34-WE-22 o ciągu 3000 funtów (1361 kG, 13,34 kN)[10]
- F2H-1 (później): J34-WE-30 o ciągu 3150 funtów (1429 kG, 14 kN)[10]
- F2H-2: J34-WE-34 o ciągu 3250 funtów (1474 kG, 14,46 kN)[b]
- F2H-3: J34-WE-34 o ciągu 3250 funtów (1474 kG, 14,46 kN)[d]
- F2H-4: J34-WE-38 o ciągu 3600 funtów (1633 kG, 16 kN) (według niektórych publikacji)[e]

### Podwozie
Podwozie chowane elektrycznie, trójpodporowe, z kołami pojedynczymi. Podwozie główne chowane do wnęk w skrzydłach w kierunku na zewnątrz od kadłuba. Koła podwozia głównego miały rozmiary 660×170 mm, podwozia przedniego 560×185 mm. Rozstaw kół podwozia głównego wynosił 3981 mm, baza podwozia 3353 mm. Cechą szczególną pierwszych dwu wersji była możliwość składania przedniej goleni podwozia w celu uniesienia ogona, co pozwalało wsuwać jedne samoloty pod drugie i zaoszczędzić miejsce przy hangarowaniu, lecz okazało się to niepraktyczne i usunięto tę możliwość w dalszych wersjach. Według Mesko zrezygnowano ze składania przedniej goleni już po wersji F2H-1, lecz przeczy temu oryginalny opis techniczny F2H-2 u Gintera. Samolot wyposażony był w hak do aerofiniszera pod ogonem i zaczep do katapulty.

### Uzbrojenie
Uzbrojenie stałe wszystkich wersji z wyjątkiem rozpoznawczej stanowiły cztery działka automatyczne kalibru 20 mm. W wersjach F2H-1 i F2H-2 były to działka M3 ze 150 nabojami na lufę. W wersjach F2H-3 i F2H-4 były to działka Mk 12 lub Mk 16, z zapasem amunicji 220 pocisków na lufę górnej pary i 250 na lufę dolnej pary.
Od wersji F2H-2 samolot miał osiem belek do podwieszania uzbrojenia, w tym po dwie pod wewnętrznymi częściami skrzydeł, blisko siebie, między silnikami a podwoziem, i po dwie pod zewnętrznymi częściami skrzydeł. Można było przenosić dwie bomby wagomiaru 227 kg (500 funtów) albo cztery bomby 114 kg (250 funtów) albo osiem bomb 45 kg (100 funtów). W wersji F2H-3 dopuszczano też osiem bomb 114 kg. Alternatywnie można było przenosić do ośmiu niekierowanych pocisków rakietowych kalibru 127 mm HVAR lub HPAG. Dopuszczalne były też warianty mieszane z bombami i czterema pociskami na zewnętrznych belkach. W drugiej połowie lat 50. prowadzono próby z wieloprowadnicowymi wyrzutniami pocisków FFAR kalibru 70 mm i Zuni kalibru 127 mm. Samoloty F2H-2B, F2H-3 i F2H-4 mogły przenosić jedną bombę atomową. Pod koniec lat 50. część samolotów F2H-3 i F2H-4 zmodyfikowano do przenoszenia dwóch pocisków powietrze-powietrze samonaprowadzających się na podczerwień AIM-9 Sidewinder. Maksymalny udźwig uzbrojenia wersji F2H-3 wynosił 1452 kg.

## Dane techniczne
|                                         | F2H-1           | F2H-2           | F2H-2P        | F2H-3         |
| --------------------------------------- | --------------- | --------------- | ------------- | ------------- |
| Masa własna (kg)                        | 4442            | 5056            |               | 5980          |
| Masa całkowita (kg)                     | 7348            | 9324            | 9344          | 9616          |
| Masa maksymalna (kg)                    | 8591            | 10 120 (9525)   |               | 11 437        |
| Rozpiętość / ze zbiornikami dodatk. (m) | 12,68           | 12,72 / 13,71   | 12,72 / 13,71 | 12,72 / 13,72 |
| Długość (m)                             | 12,24 (11,89)   | 12,2            | 12,93         | 14,68         |
| Wysokość (m)                            | 4,41            | 4,41            | 4,41          | 4,4           |
| Powierzchnia nośna (m²)                 | 27,31           | 27,31           | 27,31         | 27,31         |
| Prędkość maks. na poziomie morza (km/h) | 945             | 925 (943)       | 851           | 933           |
| Prędkość maks. na wysokości (km/h)      | 906 / 6096 m    | 856 / 3048 m    |               |               |
| Prędkość przelotowa (km/h)              | 565             | 806             | 764           | 742           |
| Pułap operacyjny (m)                    | 15 025 (14 783) | 14 783 (13 655) | 14 783        | 14 203        |
| Maks. wznoszenie (m/s)                  | 37              | 30 (37)         | 30            | 30            |
| Zasięg (km)                             | 2057            | 2374            | 2374          | 2762          |

Dane na podstawie Francillon 1990 ↓, s. 91-92 (przeliczone z oryginalnych wartości w milach i stopach), poza zaznaczonymi. Ważniejsze rozbieżności w publikacjach w nawiasach.